# 堵景濂
堵景濂，字濂生，直隸無錫縣（今江蘇省無錫市）人。明末文人。

## 生平
堵景濂少年就學東林書院。崇禎十五年（1642年）舉壬午科應天鄉試。曾為巡撫祁彪佳幕僚，因眼病辭歸，不久失明。家居教授學生，從學者八百餘人。平日熱心善事，曾賣田賣婢籌資賑濟。有《自知錄》。

## 家族
從子堵廷棻，清初進士，官山東歷城知縣，有詩名。